# 利亞姆·米勒 (1999年)
利亞姆·艾倫·米勒（英語：Liam Alan Millar；1999年9月27日—）是一名加拿大足球員，在場上司職中場。現效力於英格蘭足球冠軍聯賽球隊赫尔城。加拿大国家男子足球队成員。

## 生平

### 俱樂部生涯
2021年7月8日，米勒加盟瑞士足球超級聯賽球隊巴塞爾。同年7月25日，他在對陣蘇黎世草蜢的常規賽上替補上陣，完成瑞超首秀。9月19日，他在對陣羅沙赫-戈爾達赫的瑞士盃比賽中攻入個人在瑞士的第一顆入球
。

### 國家隊生涯
2016年，米勒第一次獲邀參加加拿大U-20男足的集訓營。次年2月，他在中北美U-20男足錦標賽上第一次代表加拿大上陣 。
2018年3月，米勒第一次入選加拿大男足大名單，並於稍後對陣新西蘭男足的友誼賽上第一次上陣。
2019年3月，米勒入選加拿大男足出戰中北美金盃的大名單。